# Diospyros perrieri
Diospyros perrieri là một loài thực vật có hoa trong họ Thị. Loài này được Jum. mô tả khoa học đầu tiên năm 1907.